# District de Châtellerault
Pour les articles homonymes, voir Châtellerault (homonymie).
Le district de Châtellerault est une ancienne division territoriale française du département de la Vienne de 1790 à 1795.
Il était composé des cantons de Châtellerault, Dangé, Leigné sur Uxeau, Lésigny, Monthoiron, Pleumartin, Saint Genest, Thurey et Vousneuil.